# Rio Nida
Nida é um rio na região central da Polônia, um afluente do rio Vístula (próximo a Nowy Korczyn), com um comprimento de 151 km  (29º mais longo rio da Polônia) e com uma bacia hidrográfica de 3865 km².

## Cidades
- Radków
- Oksa
- Sobków
- Pińczów
- Wiślica
- Nowy Korczyn